# ウィン郡 (ルイジアナ州)
ウィン郡（ウィンぐん、英: Winn Parish）は、アメリカ合衆国ルイジアナ州の北部に位置する郡である。2010年国勢調査での人口は15,313人であり、2000年の16,894人から9.4％減少した。郡庁所在地はウィンフィールド市（人口4,840人）であり、同郡で人口最大の町でもある。
ウィン郡はアメリカ南部で最初に保護されたブラックウォーターであるセイリーン・バイユーによって、アメリカ国道71号線沿いのナケテシュ郡と分離されている。

## 歴史

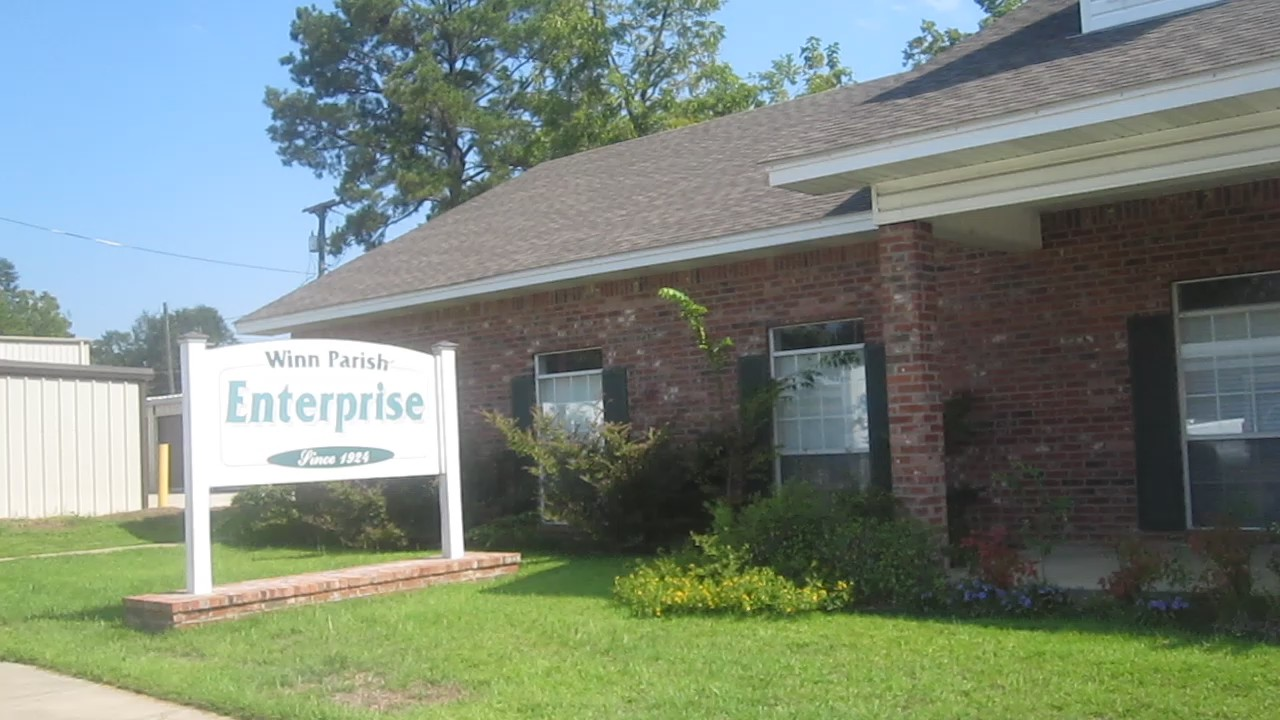
ウィンフィールドにある「ウィン郡エンタープライズ」紙の本社

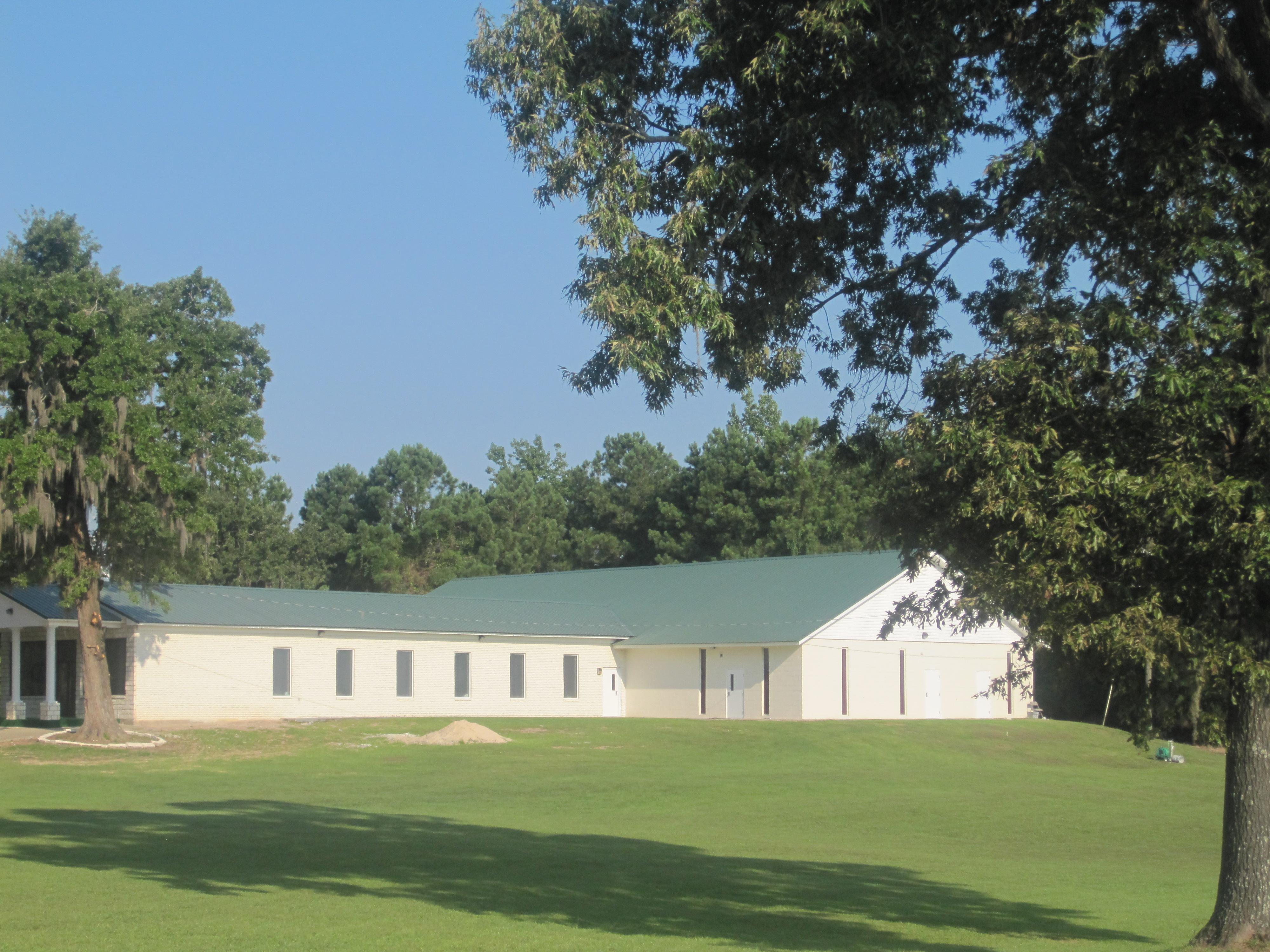
緑の屋根と大きな鐘があるエバーグリーン・ミッショナリー・バプテスト教会と墓地、ウィン郡北西部、アメリカ国道71号線に近く、セイリーン・バイユーの南にある。この種の田園部教会はルイジアナ州北部に多い

ウィン郡は1852年にカタホウラ郡、ナケテシュ郡、ラピッズ郡の一部を合わせて設立された。
南北戦争の開戦前、若き弁護士デイビッド・ピアソンが、1861年1月にトマス・オーバートン・ムーア知事によってバトンルージュで開催されたアメリカ合衆国からの脱退を議論する会議に、郡の代表として選ばれた。ピアソンは脱退には反対票を投じ、最終決議を全会一致にしたいという要請にも、他の数人と共に拒絶した。
この戦争の間にウィン郡ではほとんど軍事的な動きが無かったが、軍務を忌避するために森林地帯に逃げ込む者の問題が起こった。郡内の製塩工場を破壊するために送り込まれた北軍部隊を南軍が破った。近くのレッド川沿いに砦を建設するために、ウィン郡は8万ドルを寄付した。
戦後、郡内下流域を通るナチェズ・トレイスあるいはハリソンバーグ道路を山賊が徘徊した。中でも最悪のものはウェスト・アンド・キンブレル部隊だった。彼らは7年間地域を過ぎる旅人や移民を餌食にした。
1873年4月、ウィン郡の白人民兵隊が近くのグラント郡で起きたコルファクス虐殺に参加した。これは1872年の知事選挙で論争が起こった後、解放奴隷による暴動と呼ばれたものを鎮圧した事件だった。
ウィン郡は民主党を長く支配したロング家のお膝元だった。ロング家からはルイジアナ州知事を3人輩出した。アール・ロング知事はウィンフィールド市アール・K・ロング州立公園と呼ばれる公共広場に埋葬されている。
1956年以降、ウィン郡にはジョーダンという名の保安官が3人いた。R・サンフォード・ジョーダンは民主党員であり、1956年から1976年まで保安官の任にあった。2人目のジョーダンは縁戚ではないジェイムズ・エドワード・"バディ"・ジョーダン（1942年-2012年）であり、1992年から2008年まで保安官を務めたが、この2008年の選挙で、同じ民主党員のアルバート・D・"ボディ"・リトルに10票差で破れた。リトルは2011年に辞職することになり、その後連邦法の麻薬絡みの罪状で有罪とされた。
2012年7月1日、3人目のジョーダンが保安官になった。クランフォード・ジョーダン・ジュニア（1952年生まれ）は、サンフォード・ジョーダンの甥であり、2011年11月の一般選挙で3度目の挑戦に成功した。クランフォードの政党は独立系である。

## 地理
アメリカ合衆国国勢調査局に拠れば、郡域全面積は957平方マイル (2,478 km2)であり、このうち陸地950平方マイル (2,462 km2)、水域は6平方マイル (17 km2)で水域率は0.672％である。

### 主要高規格道路
- アメリカ国道71号線
- アメリカ国道84号線
- アメリカ国道167号線
- ルイジアナ州道34号線
- ルイジアナ州道126号線
- ルイジアナ州道127号線
- ルイジアナ州道156号線
- ルイジアナ州道471号線
- ルイジアナ州道499号線
- ルイジアナ州道500号線
- ルイジアナ州道501号線
- ルイジアナ州道505号線
- ルイジアナ州道1228号線

### 隣接する郡
- ジャクソン郡 - 北
- コールドウェル郡 - 北東
- ラサール郡 - 南東
- グラント郡 - 南
- ナケテシュ郡 - 西
- ビエンビル郡 - 北西

### 国立保護地域
- キサッチー国立の森（部分）
- セイリーン・バイユー

## 人口動態
以下は2000年の国勢調査による人口統計データである。
| 基礎データ - 人口: 16,894人 - 世帯数: 5,930 世帯 - 家族数: 4,234 家族 - 人口密度: 7人/km2（18人/mi2） - 住居数: 7,502軒 - 住居密度: 3軒/km2（8軒/mi2） 人種別人口構成 - 白人: 66.27% - アフリカン・アメリカン: 32.03% - ネイティブ・アメリカン: 0.50% - アジア人: 0.16% - 太平洋諸島系: 0.05% - その他の人種: 0.13% - 混血: 0.86% - ヒスパニック・ラテン系: 0.87% - 先祖がアメリカ人: 35.9% - 先祖がアイルランド人: 7.2% 年齢別人口構成 - 18歳未満: 24.8% - 18-24歳: 9.6% - 25-44歳: 28.9% - 45-64歳: 22.7% - 65歳以上: 14.0% - 年齢の中央値: 36歳 - 性比（女性100人あたり男性の人口） - 総人口: 110.8 - 18歳以上:113.2 | 世帯と家族（対世帯数） - 18歳未満の子供がいる: 32.6% - 結婚・同居している夫婦: 51.8% - 未婚・離婚・死別女性が世帯主: 15.3% - 非家族世帯: 28.6% - 単身世帯: 26.2% - 65歳以上の老人1人暮らし: 12.9% - 平均構成人数 - 世帯: 2.55人 - 家族: 3.07人 収入と家計 - 収入の中央値 - 世帯: 25,462米ドル - 家族: 31,513米ドル - 性別 - 男性: 20,094米ドル - 女性: 17,939米ドル - 人口1人あたり収入: 11,794米ドル - 貧困線以下 - 対人口: 21.5% - 対家族数: 17.0% - 18歳未満: 28.4% - 65歳以上: 24.2% |

## 都市と町

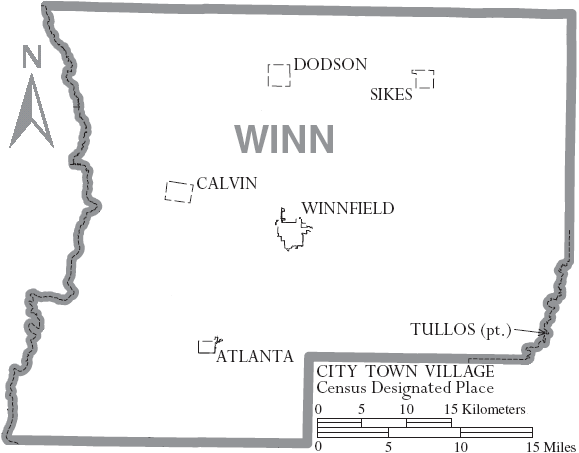
ウィン郡図

| - アトランタ - カルビン - ドッドソン | - サイクス - テュロス - ウィンフィールド - 郡庁所在地 |

### 未編入の町
- ジョイス
- セントモーリス
- タンヒル

## 教育
ウィン郡教育委員会が地元の公立学校を運営している。
郡内ウィンフィールド市にはルイジアナ工科カレッジのヒューイ・O・ロング・キャンパスがある。この施設はウィンフィールド市中心街から北のアメリカ国道167号線沿いに移された。その建設費用はウィンフィールド市出身の元ルイジアナ州上院議員マイク・スミスが出した。

## 政府の機関
コレクションズ・コーポレイション・オブ・アメリカ社が、ルイジアナ州公衆安全矯正省との契約で、ウィン郡未編入領域にあるウィン矯正所を運営している。

## 著名な出身者
- ヒューイ・ロング、ルイジアナ州知事